# Pascale Lismonde
```

```

Pascale Lismonde est une journaliste française, critique d'art et documentariste, née à Lille le 26 mars 1949.

## Biographie
Pascale Lismonde est membre de l'Association internationale des critiques d'art (AICA), membre du comité de rédaction de la revue d'art contemporain LaCritique.org et collaboratrice au magazine Art Absolument.
À Radio France, de 1984 à 1992, elle a réalisé des reportages pour France Inter pour les magazines de Jean-Yves Casgha ou de Robert Arnaut et à partir de 1985, elle a produit des émissions pour France Culture sous la direction de Jean-Marie Borzeix, sur l'histoire des idées et des arts : portraits de personnages fondateurs de la pensée et des courants artistiques européens, avec un accent particulier sur la Grèce antique, la Méditerranée et l'Italie, de la Renaissance à l'Italie contemporaine  (programmes de Claude Mettra, Michel Casenave, Pierre Descargues et Laurence Bloch). De 1992 à 2002, elle a également produit concerts ou séries d'émissions (Euphonia, Petite histoire de la musique) pour le Programme musical de France-Culture -P.M.F.C.
De 1999 à 2004, elle a animé le magazine Correspondances avec les Radios publiques de langue française, créé le magazine L'esprit critique (2000) sur l'actualité des arts plastiques, ainsi que Clin d'œil (1999-2004) - commentaire d'une œuvre d'art, et L'Art de l'école (2003-2004) sur l'éducation artistique et culturelle en France. 
Depuis 2012, elle réalise des entretiens pour la série À voix nue.
En hommage à Rimbaud et son Poème des Voyelles, entre 1991 et 2002, elle a composé sept portraits radiophoniques de couleurs (en monochromes) et reprend ses travaux dans des ouvrages pour le Mercure de France et Gallimard jeunesse, collection Giboulées.
Elle consacre des livres à des artistes contemporains, les sculpteurs brésiliens Leopoldo Martins, ou Frans Krajcberg ou le peintre Jean-Claude Van Blime.
À partir de ses émissions sur l'Italie, elle a écrit des anthologies de textes des voyageurs découvrant au fil des siècles les grandes villes italiennes Rome, Naples et Capri ou Florence.
Elle tient un blog critique de l'actualité politique et culturelle Alerte rouge dans Le Monde.

## Publications
Livres et catalogues :  
- Le Goût du rouge, anthologie, Mercure de France, 2013  (ISBN 978-2-7152-3281-5)[8]
- Le Goût du bleu, anthologie, Mercure de France, 2013  (ISBN 978-2-7152-3280-8)[9].
- Les Grandes Heures[10], Pascale Lismonde : entretien avec Jacqueline de Romilly, collection Les Grandes Heures de Radio France, éditions la Table ronde.
- Myung-Whun Chung, sculpteur de sons sur des  photos de Jean-François Leclercq, La Martinière, 2011  (ISBN 978-2-7324-4718-6)
- Jacqueline de Romilly - Professeur dans l’âme (série "Grands entretiens", INA/Radio-France 2010)  (ISBN 978271036989-9)[11].
- Cocteau -' Le grand livre de lumière des vitraux de l'église Saint-Maximin de Metz"  (2009, catalogue)
- Pompéi, Métamorphoses du portrait, (sur des photos de Mollard) coauteurs Michel Sicard et Claude Mollard, Éditions du Très Grand Véda, 2008
- Figuratifs présents sur les artistes Fromanger, Edward Hillel, Caspar, Sylvain, et Mollard, catalogue publié par la Galerie "Up'Art", Bruxelles, 2007
- Van Blime, un art cosmique, coauteurs Christine Buci-Glucksmann et G-G.Lemaire, 2006 Les Éditions Cercle d'art  (ISBN 978-2-7022-0824-3)
- L'Art révolté : Frans Krajcberg, un artiste pour sauver la forêt, Gallimard Jeunesse, 2005   (ISBN 978-2-0705-7313-4)
- Frans Krajcberg : la traversée du feu, coauteur Claude Mollard, Isthme éditions, 2005  (ISBN 978-2-9126-8864-4) à l'occasion de la rétrospective de son œuvre  dans le Parc de Bagatelle à Paris pour l'année du Brésil en France.

- Dans la collection « le Goût des villes » du Mercure de France :
  - Le Goût de Rome (2006, rééd. 2010)   (ISBN 978-2-7152-2625-8)
  - Le Goût de Florence, 2003  (ISBN 978-2-7152-2391-2)
  - Le Goût de Naples, 2003  (ISBN 978-2-7152-2392-9)
  - Le Goût de Capri et des villes italiennes, 2003,  (ISBN 978-2-7152-2393-6)

- Un livre-enquête : Les Arts à l’école, programme de Jack Lang et Catherine Tasca, 2002 (Folio (Gallimard)-Sceren-CNDP)  (ISBN 978-2-0704-2173-2)

## Émissions France Culture
- Émission  de 5 heures consacrée à l'historien Fernand Braudel diffusée pendant l'été 1995 (co-produite avec  l'historien Pierre Daix)[12].

- Entretiens  :
  - 13-17/02/2012, avec la philosophe Christine Buci-Glucksmann[13].
  - 3-7/12/2012, avec l'artiste Orlan [14].
- 2010 - Édition des entretiens  A voix nue[15] avec l'helléniste Jacqueline de Romilly [16].
- 2013 - Ces entretiens avec Jacqueline de Romilly ont été transcrits dans le livre publié pour les 50 ans de Radio France, avec onze autres écrivains du XXe siècle ayant accordé des entretiens : Grandes heures de Radio France, co-édition Radio France, INA et la Table ronde  (ISBN 9782710369899).

- Toutes les émissions de Radio-France sont conservées par l'INA.

## Documentaires et créations web
- Traits pour Traits été 2013, France inter et site Radio France commentaire d'une œuvre d'art par une personnalité avec exploration vidéo réalisée par Marc Perrin, Strass Productions[17], [18]
- Clic Clac Clergue Clergue réalisé par Bernard Gille[19], 52 min, produit par Paris-Barcelone films, diff. France 5, 2009 pour les 40 ans de la création des Rencontres de la photographie à Arles
- L’Oiseau de bronze réalisé par Olivier Comte[20], 52 min[21], 2007 sur la fonte d'une sculpture en bronze de Frans Krajcberg à la fonderie Susse d'Arcueil
- "Le musée des couleurs", création de 5 émissions pour Télé-savoirs[22],[23]